# Vladimir Bagirov
Vladimir Konstantinovič Bagirov (Batumi, 16 agosto 1936 – Jyväskylä, 21 luglio 2000) è stato uno scacchista sovietico, dal 1991 cittadino lettone.
Nato da padre armeno e madre ucraina, all'età di un anno si trasferì con la famiglia a Baku, in Azerbaigian. Imparò a giocare a scacchi all'età di 10 anni nel Palazzo dei Pionieri di Baku. Il suo talento per gli scacchi attirò l'attenzione di Vladimir Makogonov, che diventò il suo allenatore. Vinse 13 volte il campionato della Repubblica Sovietica dell'Azerbaigian e partecipò dieci volte al Campionato sovietico di scacchi, ottenendo il miglior risultato nel campionato del 1960 a Leningrado, con il 4º posto dietro a Viktor Korčnoj, Tigran Petrosyan e Juchym Heller, ma davanti tra gli altri a Vasilij Smyslov, Boris Spasskij, David Bronštejn e Mark Tajmanov.
Laureato in ingegneria, ha lavorato per diversi anni nell'industria petrolifera prima di dedicarsi interamente agli scacchi.
Verso la fine degli anni settanta si trasferì in Lettonia, dove diventò allenatore, tra gli altri, di Aleksej Širov e Alexander Shabalov. Nel 1998 vinse il Campionato del mondo seniores a Grieskirchen in Austria, con 8,5/11. Nel luglio del 2000, mentre stava disputando il quarto turno di un torneo a Jyväskylä in Finlandia, fu colto da un attacco cardiaco e morì in ospedale il giorno successivo.
Bagirov era un grande esperto di aperture, in particolare della Difesa Alechin (con la quale giocò 158 partite con l'ottimo risultato di +54 –28 =76), dell'apertura inglese e dell'attacco Nimzovich-Larsen (1. Cf3 d5 2. b3). 
Ha pubblicato due libri e un CD-Rom sulle aperture:
- English Opening: Classical and Indian, Cadogan Press, London, 1994.
- English Opening: Symmetrical, Cadogan Chess, London, 1995.
- Queen's Gambit Declined, Exchange Variation (CD-Rom), New in Chess, Amsterdam, 2000.